# 基尔
基尔（德語：Kiel，發音：[kiːl] ⓘ）是德国石勒苏益格-荷尔斯泰因州的首府和最大城市（非县辖城市），面积118.65平方千米，2023年12月31日人口为248,873人。
基尔位于波罗的海基尔湾的基爾峽灣，是世界上最繁忙的人工水道——基爾運河东段终点。自19世纪60年代以来该市一直是德国主要的海军基地，也因基尔兵变而闻名。基尔是德国造船业中心。基尔还有一所重要的大学——基尔大学。基尔的航海比赛非常有名，基尔周是全世界最大的航海赛事之一。在1936年和1972年，奥运会在柏林和慕尼黑举行时，赛艇项目都在基尔举行。

## 历史

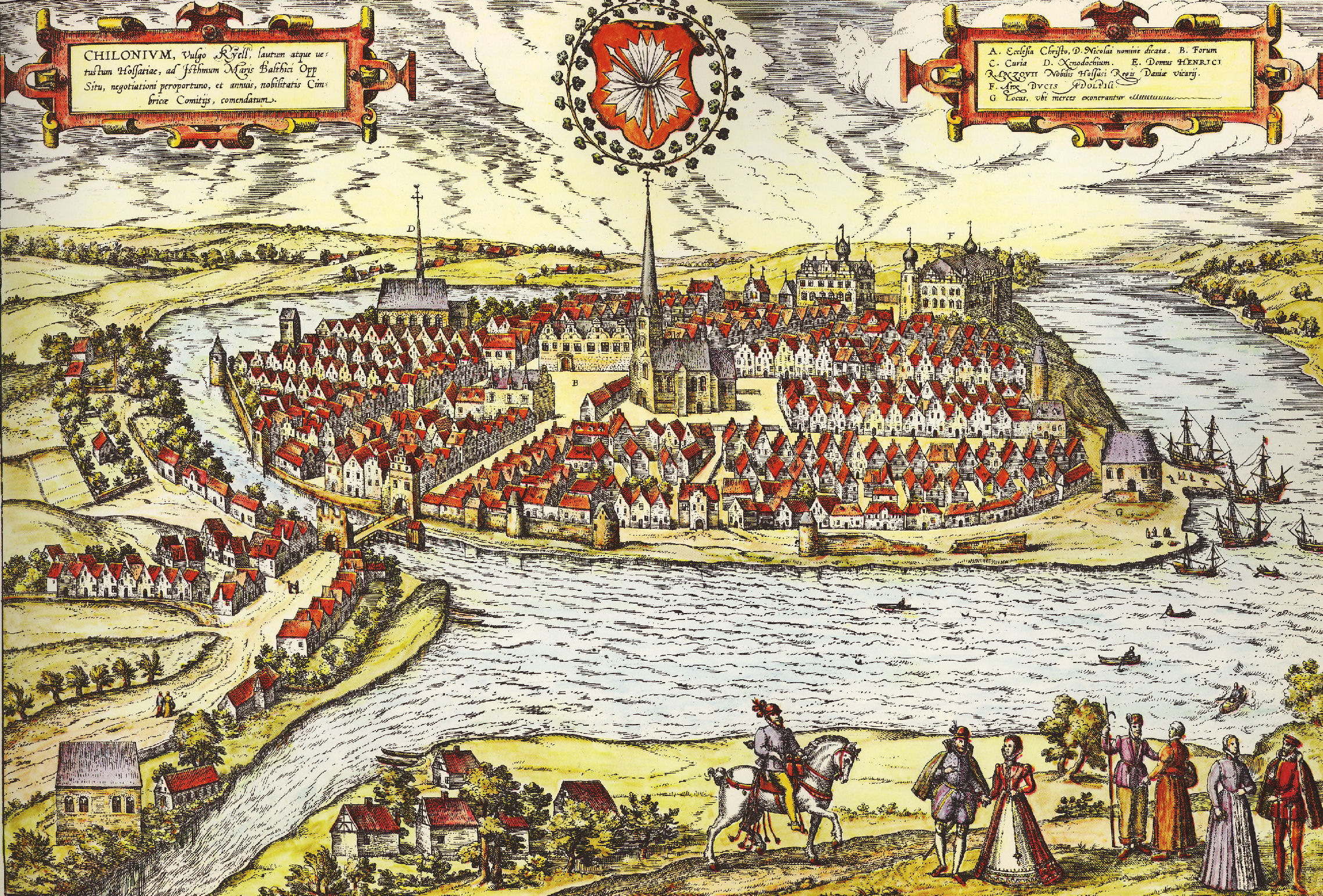
16世纪的基尔

基尔最早是1233年由紹姆堡伯爵阿道夫四世建立的名为“tom Kyle”的小镇。1242年起获得城市权。1284年，基尔成为汉萨同盟的成员，直至1518年其因纵容港内海盗活动而被开除。1431年，基尔交易会首次举行，它后来成为了石勒苏益格-荷尔斯泰因地区最重要的一个市场，直到1850年开始衰落，最后一次交易会举办于1900年。1665年10月5日，戈托普公爵克里斯蒂安·阿尔布雷希特前基尔修道院的建筑内创办了克里斯蒂安·阿尔布雷希特大学。很多知名学者，如特奥多尔·蒙森和马克斯·普朗克，曾经在那里读书或教学。
1773年—1864年，基尔属于丹麦国王。然而，由于丹麦国王仅将荷尔斯泰因作为神圣罗马帝国的封地并以共主邦聯的方式统治，因此基尔并未被纳入丹麦本土。尽管神圣罗马帝国于1806年被废除，丹麦国王仍仅以荷尔斯泰因公爵的身份继续统治基尔。荷尔斯泰因公爵于1815年加入德意志邦联。1848年，石勒苏益格-荷尔斯泰反抗丹麦，第一次石勒蘇益格戰爭爆发，基尔成为了石勒苏益格-荷尔斯泰因的首府，直至1850年丹麦取胜。
1864年第二次石勒苏益格战争期间，基尔和石勒苏益格和荷尔斯泰因其余部分被奥地利帝国和普鲁士王国联盟征服。战后基尔短暂地由奥地利人和普鲁士人共同管理，但1866年的普奥战争导致基尔在1867年被普鲁士吞并。1865年3月24日，普鲁士国王威廉一世将普鲁士的波罗的海舰队基地从但泽迁到基尔。1871年，普鲁士国王威廉一世成为德意志帝国皇帝，他选定基尔和威廉港作为“帝国战争港口”（Reichskriegshäfen）。
由于担任德国主要海军基地，基尔的城市规模迅速增长，从1864年的18,770人增加到1910年的20万人。旧的市中心及周边地区大部分被夷平重建。基尔也是1918年末爆发水兵兵变的地方。
作为军港和潜艇制造基地，基尔在第二次世界大战期间受到盟军的猛烈轰炸；估计老城的80%，住宅区的72%，和工业区的83%都被摧毁。
1946年，基尔成为石勒苏益格-荷尔斯泰因州政府所在地，1972年正式成为该州首府。1975年起，基尔市每年又重新开始举办基尔交易会。它现在是一个充满着音乐、美食和传统风俗的盛会。在会上人们还可以享用一种特制的面包。每一对年轻的新人都还可以报名参加交易会婚礼。然而，基尔最著名的还是每年6月举行的基尔周航海节。

## 经济
基尔是霍瓦尔特造船有限公司（Howaldtswerke Deutsche Werft GmbH，HDW）的所在地，该公司成立于1838年，以潜艇制造闻名，德国第一艘潜艇就是在这里下水的。霍瓦尔特造船有限公司2005年被蒂森克虏伯集团收购，后者也是目前欧洲最大的造船集团。

## 友好城市
基尔与以下城市结为友好城市：
- 丹麦 奧胡斯（2019年）
- 土耳其 安塔基亞（2012年）
- 法國 布雷斯特（1964年）
- 英国 考文垂（1947年）
- 波蘭 格丁尼亚（1985年）
- 俄羅斯 加里寧格勒（1992年）
- 乌克兰 赫尔松（2024年）
- 坦桑尼亚 莫希区（英语：Moshi District, Kilimanjaro）（2009年）
- 土耳其 薩姆松（2010年）
- 美国 旧金山（2017年）
- 俄羅斯 苏维埃茨克（1992年）
- 德国 施特拉尔松德（1987年）
- 爱沙尼亚 塔林（1986年）
- 芬兰 瓦萨（1967年）